# الخالف (لودر)

تعديل مصدري - تعديل

الخالف هي إحدى قرى عزلة زارة بمديرية لودر التابعة لمحافظة أبين، بلغ تعداد سكانها 372 نسمة حسب تعداد اليمن لعام 2004.